# Terrorisme en 1963

## Événements

### Juin
- 30 juin, Italie : l'explosion d'une voiture piégée organisée par la Mafia dans le quartier de Ciaculli à Palerme tue sept carabinieri.

### Septembre
- 15 septembre, États-Unis : un attentat à la bombe est organisé par le Ku Klux Kan contre l'Église baptiste de la 16e rue à Birmingham, en Alabama. Quatre fillettes sont tuées et vingt-deux autres blessées[1]. Un des 45 attentats racistes dans le sud des États-Unis pendant une décennie.